# Самойловський (Шарлицький район)
Само́йловський (рос. Самойловский) — хутір у складі Шарлицького району Оренбурзької області, Росія.

## Населення
Населення — 45 осіб (2010; 78 у 2002).
Національний склад (станом на 2002 рік):
- росіяни — 66 %